# Salhus kyrka
Salhus kyrka (norska: Salhus kirke) är en kyrka som ligger i stadsdelen Salhus i staden Bergen i Vestland fylke i västra Norge. Öster om kyrkan på andra sidan vägen finns en kyrkogård. Själva kyrkan vilar på en terrass byggd av sten och under terrassen finns ett bårrum. I en separat byggnad, strax sydväst om kyrkan, finns församlingens expedition. Kyrkan ligger mycket nära Storåkervika som är en badplats och ett friluftsområde.

## Kyrkobyggnaden
Salhus kyrka är uppförd 1924 efter ritningar av arkitekt Ole Landmark.
Kyrkan är byggd av tegel på en gråstenssockel och består av ett långhus med nordöstlig-sydvästlig orientering. Vid nordöstliga sidan finns ett smalare kor med absid. Koret är flankerat med två sakristior. Vid sydvästra kortsidan finns ett smalare vapenhus med ingång.
Långhuset och vapenhuset har valmade sadeltak. På långhusets tak finns en åttakantig takryttare som är klädd med kopparplåt. Koret med tillhörande sakristior har sadeltak. Alla takfall är täckta med rött taktegel. Ytterväggar och innerväggar är vitputsade.

## Kyrkorummet
Kyrkorummet har ett furugolv. Koret som också har ett furugolv ligger tre trappsteg högre än övriga kyrkorummet. Långhusets innertak har ett platt mittfält som är indelat i 5 x 9 kvadratiska fält. Orgelläktaren är inhyst ovanför vapenhuset och har öppning till kyrkorummet.
Kyrkorummets långväggar har tre par höga rundbågiga fönster. Korets absid har två smala fönster. Kyrkorummets fönster är försedda med glasmålningar. Korets glasmålningar är gjorda av Bernhard Greve och insatta år 1948. Glasmålningarna i kyrkorummets mellersta fönster är också utförda av Greve och insatta år 1953. Målningarna i kyrkorummets övriga fyra fönster är utförda av Jørgen Skaare och insatta år 1967.

## Inventarier
- En vitmålad åttakantig dopfunt av trä har bildfält med förgyllda stjärnor.
- Invid koret vid kyrkorummets vänsta sida finns en predikstol med åttakantig korg och ett åttakantigt ljudtak. Predikstolen har ingång från vänstra sakristian.
- Nuvarande orgel har tillkommit år 1941 och är tillverkad av J. H. Jørgensens orgelfabrikk.
- I en nish bakom altaret står ett högt krucifix tillverkat av Benno Dedler i Oberammergau.
- Kyrkklockan är gjuten av O. Olsen & Søns klokkestøperi i Nauen, Tønsberg.